# Algernon Paddock

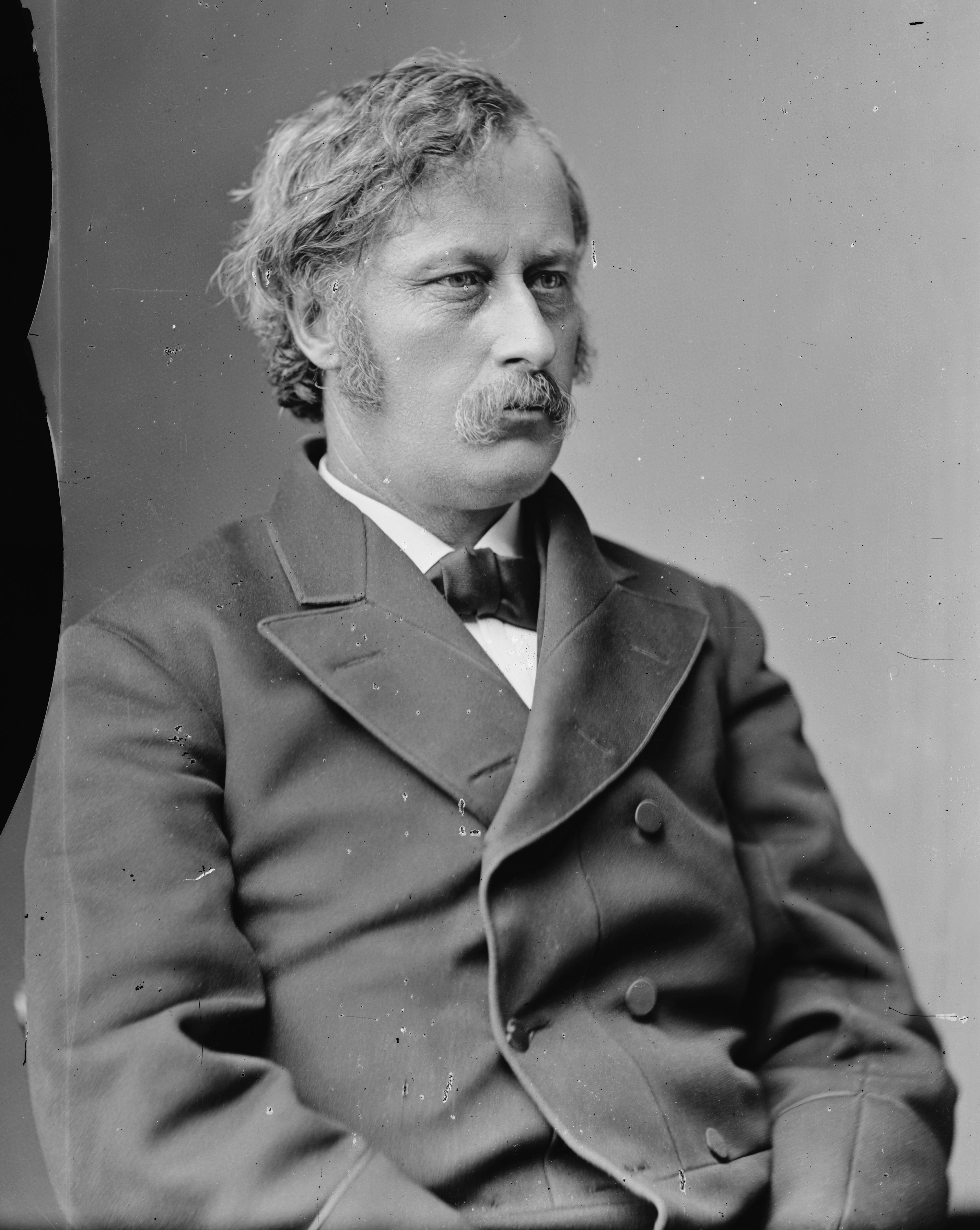
Algernon Paddock

Algernon Sidney Paddock, född 9 november 1830 i Glens Falls, New York, död 17 oktober 1897 i Beatrice, Nebraska, var en amerikansk republikansk politiker. Han representerade delstaten Nebraska i USA:s senat 1875-1881 och 1887-1893.
Paddock studerade vid Union College i Schenectady. Han studerade sedan juridik och inledde 1857 sin karriär som advokat i Omaha.
Paddock gifte sig 1869 med Emma Mack. Paret fick flera barn. Paddock var sedan verksam som jordbrukare i Beatrice. Han ägde också en fabrik i staden.
Paddock efterträdde 1875 Thomas Tipton som senator för Nebraska. Han efterträddes sex år senare av Charles Van Wyck. Han tillträdde 1887 på nytt som senator och efterträddes 1893 av populisten William V. Allen.